# Ptychochromoides
Ptychochromoides är ett släkte av fiskar. Ptychochromoides ingår i familjen Cichlidae.
Kladogram enligt Catalogue of Life:
| Ptychochromoides | \| \| Ptychochromoides betsileanus \| \| \| \| \| \| Ptychochromoides itasy \| \| \| \| \| \| Ptychochromoides vondrozo \| \| \| \| |
|                  | \| \| Ptychochromoides betsileanus \| \| \| \| \| \| Ptychochromoides itasy \| \| \| \| \| \| Ptychochromoides vondrozo \| \| \| \| |
|                  | Ptychochromoides betsileanus |
|                  | |
|                  | Ptychochromoides itasy |
|                  | |
|                  | Ptychochromoides vondrozo |
|                  | |